# Port de Dénia
El port de Dénia és un port marítim comercial i pesquer, que conviu amb la marina de Dénia. Se situa directament davant de la ciutat, al barri de Baix la Mar.

## Destinacions
Des del port, hi ha embarcacions a:
- Eivissa
- Palma